# Усама Асаиди
Усама Асаиди (роден на 15 август 1989 в Бени-Бугафар, Мароко) е марокански футболист, играе като крило и се състезава за Ливърпул и Мароко.

## Ранна кариера
Асаиди започва професионалната си кариера през 2006 г. във ФК Омниуърлд (сега Алмере Сити) в Ередивиси. За два сезона вкарва три гола в 36 мача. През лятото на 2008 г. преминава в Де Граафсхап. Асаиди остава само една година там, преминавайки в Хееренвеен в последния ден на летния трансферен прозорец. Трансфера е изненадващ, защото Хееренвеен не плануват да вземат нови играчи, но старта на Асаиди показва защо е взет. Той отбелязва пет гола в пет мача за клуба.

## Клубна кариера

### Хееренвеен
Дебютът си за Хееренвеен прави срещу кръвният враг ФК Гронинген, влизайки в 71-вата минута. Първият си гол за клуба вкарва във втория кръг на Купата на Холандия срещу Путен. Първият си мач като титуляр изиграва срещу Вилем II, в който Хееренвеен губи с 4-1. Първия гол в Ередивиси Асаиди вкарва при загубата с 3-1 от Хераклес. В този мач изиграва и първите си пълни 90 минути за клуба. Асаиди губи титулярното си място, записвайки само 2 старта като титуляр в 14 мача. Един от най-лошите му мачове е при червения му картон още в 9-ата минута срещу Рода Керкраде.
При новия мениджър Рон Янс, Асаиди става ключова фигура в отбора. Стартира с два гола срещу бившия си отбор Де Граафсхап и Витес, както и две асистенции срещу Де Граафсхап и НАК Бреда. Асаиди взима участие в 4 гола в първите си 6 мача, същото количество, което прави за целия предишен сезон. Най-добрият месец на Асаиди е през ноември 2010 г., когато прави 5 асистенции и вкарва един гол срещу Екселсиор. През декември е избран за играч на мача срещу защитаващите титлата си Твенте. В този мач Асаиди вкарва хеттрик, дава 2 асистенции и е фаулиран за дузпа, а отборът му разгромява шампионите с 6-2. Усама на практика участва във всичките 6 гола на своя отбор. Малко по-късно Асаиди получава и повиквателна от Ерик Геретс за националния тим на Мароко.

### Ливърпул
На 17 август 2012 г. Асаиди преминава в Ливърпул. Сумата остава неоповестена, но се предполага, че е около 3 милиона лири. Асаиди ще носи фланелката с номер 11.

## Национален отбор
Асаиди има възможност да избира между Мароко и Холандия. През февруари 2011 г. Ерик Геретс го повиква за Мароко в контролата срещу Нигер. Асаиди прави дебюта си, заменяйки в 77 минута Адел Таарабт, а Мароко побеждава с 4-0. Тъй като това е контрола, Асаиди още може да играе за Холандия. На 14 февруари 2011 г. Асаиди окончателно съобщава, че ще играе за Мароко. На 21 март 2011 г. се появява в 89-ата минута на мача срещу Алжир. Първият му мач като титуляр страната си изиграва в ответния мач срещу Алжир, който Мароко печели с 4-0, а Асаиди вкарва и първия си гол за Мароко в същия мач.